# Yehuda Judd Ne'eman
Yehuda Judd Ne'eman, né le 3 octobre 1936 à Tel Aviv en Israël, et mort le 26 septembre 2021, est un réalisateur et producteur de cinéma israëlien.

## Biographie
Après la guerre des Six Jours en 1967, il a été nommé médecin en charge des prisons militaires.
Il dénonce dans son film Paratroopers en 1976 les abus qui sévissent dans les camps d'entraînement de l'armée israélienne.
Il a été co-inititeur du Festival des films pour les droits de l'homme.
Il était membre du NIF International Council, et était également médecin et poète,. Il meurt en 2021 à l'âge de 84 ans.

## Filmographie
- 1969 : Ha-Simla (The Dress)
- 1977 : Masa Alunkot (Paratroopers)
- 1983 : Magash Hakesef (Fellow Travelers)
- 2006 : Nuzhat al-Fuad
- 2016 : To the desert (documentaire)

## Distinctions
- 1984 : Nommé au Festival international du film de Chicago pour Magash Hakesef[5]
- 2009 : Prix Israël[4],[6].